# سانت كونتين
سانت كونتين (
تنطق بالفرنسية: [sɛ̃kɑ̃tɛ̃]
) هي بلدية فرنسية في إقليم أن في المنطقة الشمالية أعلى فرنسا، عُرِفَت البلدية باسم أوغست فرماندوروم من العصور القديمة. ثم سُميَت على اسم القديس كونتين، الذي قيل أنه استشهد هناك في القرن الثالث.

## الإدارة
سان كوينتين هي محافظة فرعية من أيسن. على الرغم من أن سانت كونتين هي إلى حد بعيد أكبر مدينة في إقليم أن، إلا أن العاصمة هي لاون، وهي ثالث أكبر مدينة.

## العمدة
رئيس بلدية سانت كونتين الحالي هو فردريك مكاريز، وهو عضو في الحزب الجمهوري اليميني الوسطي.
| من   | إلى      | الاسم           | الحزب                                   |
| ---- | -------- | --------------- | --------------------------------------- |
| 2016 | حتى الآن | فردريك مكاريز   | الحزب الجمهوري                          |
| 2010 | 2016     | كزافييه برتراند | حزب الاتحاد من أجل حركة شعبية           |
| 1995 | 2010     | بيير أندريه     | حزب الاتحاد من أجل حركة شعبية           |
| 1989 | 1995     | دانيال لو مور   | الحزب الشيوعي الفرنسي                   |
| 1983 | 1989     | جاك براكونير    | حزب التجمع من أجل الجمهورية             |
| 1977 | 1983     | دانيال لو مور   | الحزب الشيوعي الفرنسي                   |
| 1966 | 1977     | جاك براكونير    | حزب اتحاد الديمقراطيين من أجل الجمهورية |

## معرض صوري

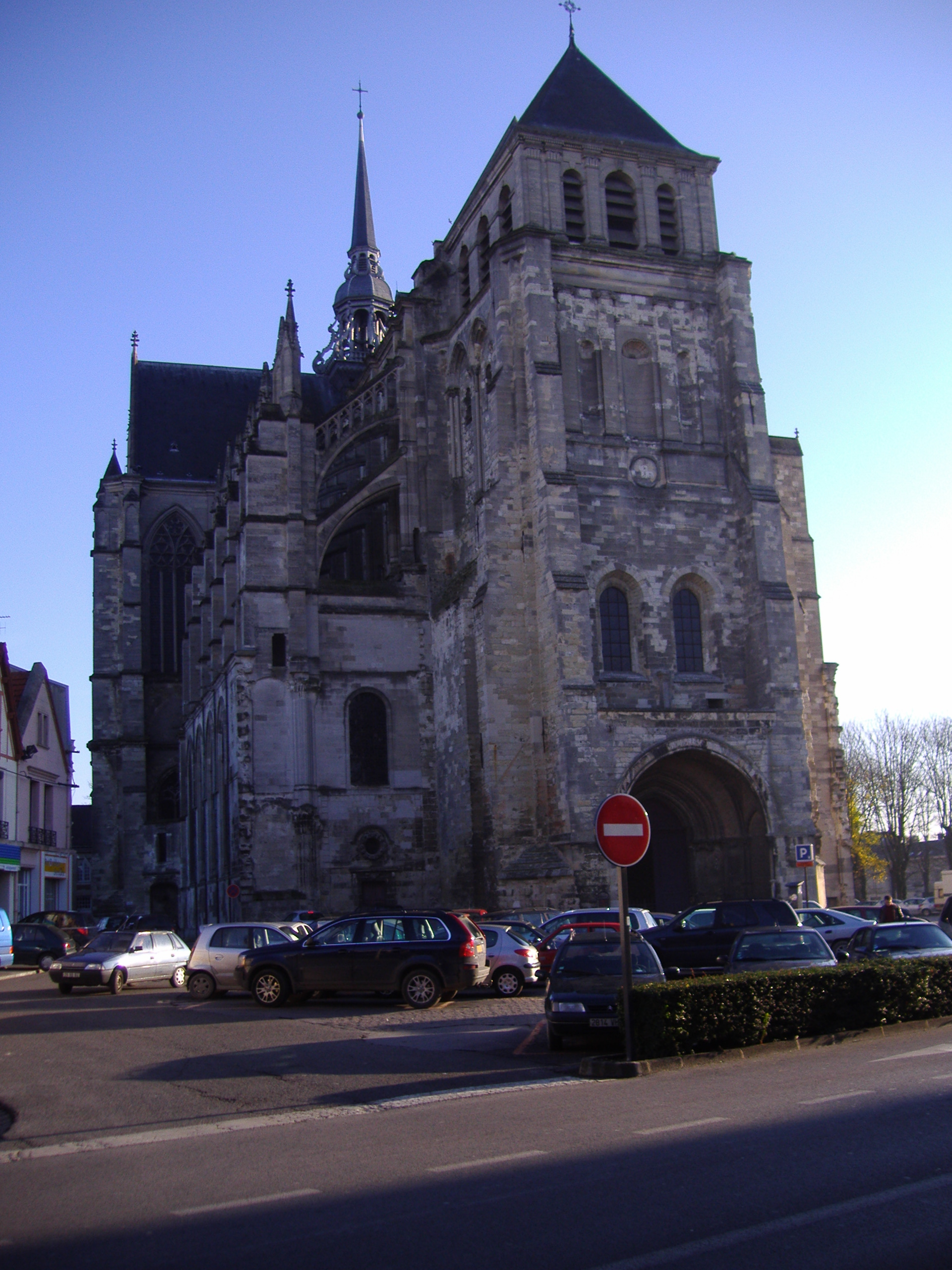
البازيليكا
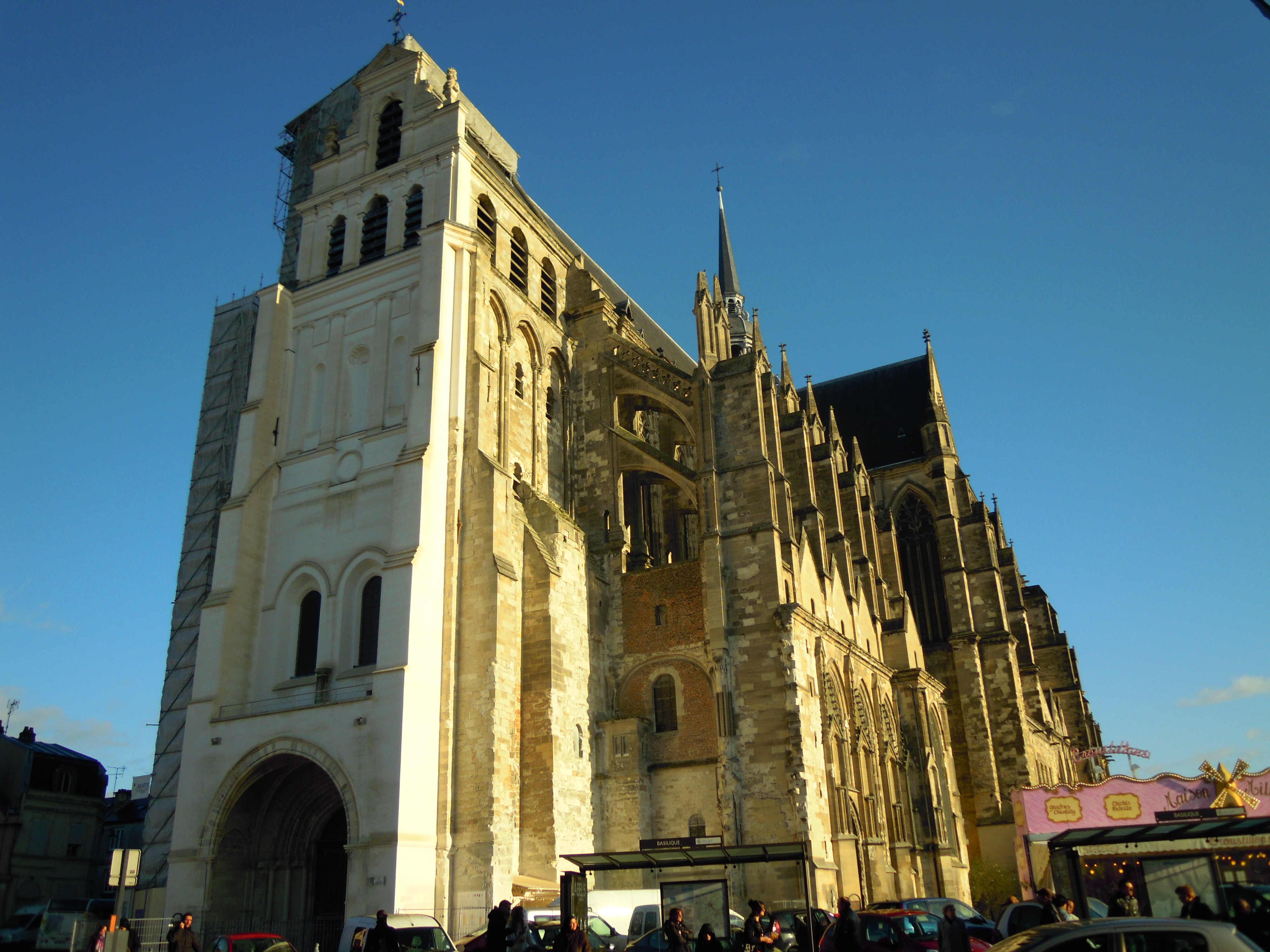
البازيليكا مع تجديدات للمدخل الأمامي
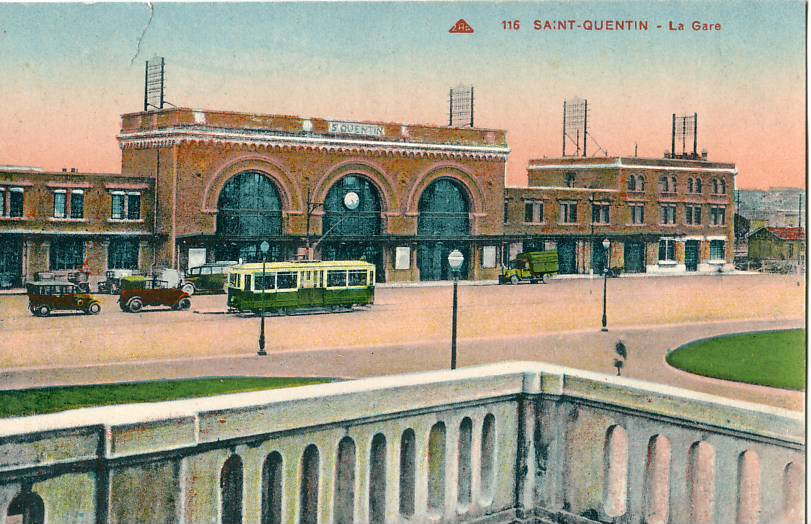
محطة السكة الحديدية
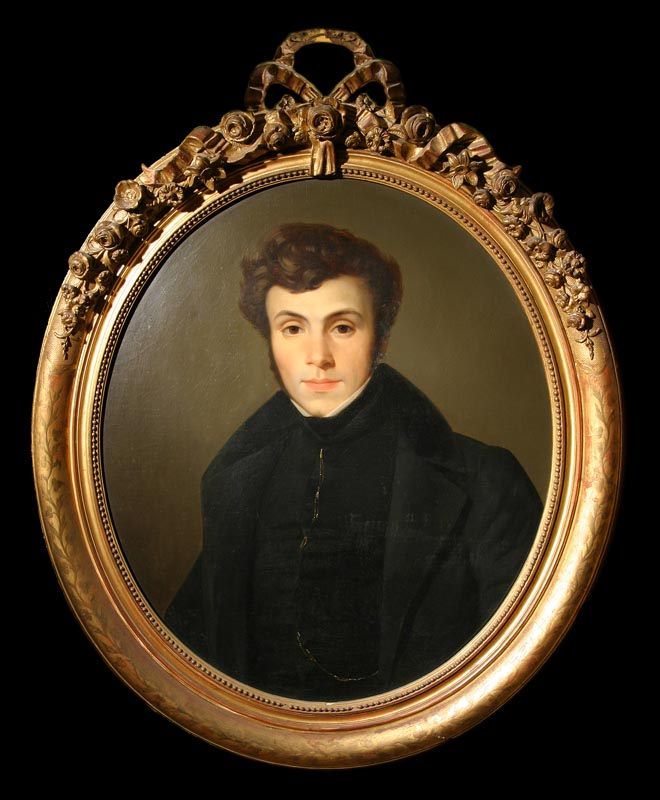
فيليكس دافين (1807-1836)، شاعر وصحفي